# Diorygopyx asciculifer
Diorygopyx asciculifer är en skalbaggsart som beskrevs av Matthews 1974. Diorygopyx asciculifer ingår i släktet Diorygopyx och familjen bladhorningar. Inga underarter finns listade i Catalogue of Life.